# 411vm 19
411vm 19 je devetnajsta številka 411 video revije in je izšla julija 1996.

## Vsebina številke in glasbena podlaga
Glasbena podlaga je navedena v oklepajih.
- Openers Frank Gerwer, Rune Glifberg, Daewon Song, Peter Hewitt, Steve Caballero
- Chaos (Jamiroquai - Virtual insanity)
- Profiles Lavar McBride, Daewon Song (Xzibit - The foundation, Nine - Make or take)
- Wheels of fortune Brian Gaberman, Jeremy Deglopper (Engine 88 - Funny car)
- Rookies Pat Channita
- Contests Hard rock triple crown vert, Monster mash missile park /Hemlock - Leg room, Nofx - Kill all the white man)
- Industry Supernaut, Fairman's rolkarska trgovina, First division (Duane Pitre, Mario Rubalcaba, Danny Power, Oil - It's time)
- Skate camp Visalia
- Spot check Pier 7 (Mobb Deep - Extortion)

Glasba v zaslugah je 99 tales - Thursday.